# Такумбу
Такумбу (на испански: Tacumbú) е квартал в гр. Асунсион - столицата на Парагвай.
Той се намира недалеч от центъра на парагвайската столица. В близост до него е разположен един от най-големите паркове на града.
В Такумбу живеят предимно хора от работническата класа. Там се намира и затвор, който носи същото име.